# Casa Bonaventura Ferrer
La Casa Bonaventura Ferrer est un bâtiment moderniste catalan situé au 113 Passeig de Gràcia, dans le quartier barcelonais de Gràcia. Il fut conçu par l'architecte Pere Falqués i Urpí, réalisé en 1906 la même année où l'architecte créa les bancs-fanals, lampadaires du Passeig de Gràcia.
Depuis 1979 il fait partie du Catalogue Patrimonial Historique et artistique de Barcelone. Le bâtiment est plus connu dans la ville comme « El Palauet » (en catalan : le petit palais) pour son extraordinaire beauté et sa petite taille.
Il est aujourd'hui occupé par l’« Hôtel El Palauet ».

## Présentation
L'édifice possède cinq niveaux, un rez-de-chaussée, un étage principal pour la famille Bonaventura-Ferrer et trois étages locatifs.
La façade est faite de trois corps verticaux, d'où se détachent une tribune, des sculptures en pierres et un important espace vide à sa base, générant un contrepoint entre les espaces vides et pleins. La Porte et les balcons sont en fer forgé et le sommet du bâtiment est d'inspiration baroque.
Les plafonds intérieurs sont décorés avec de spectaculaires compositions polychromes florales en plâtre en relief, typiques du modernisme catalan. Les portes coulissantes sont artistiquement sculptées avec des bas-reliefs. La façade arrière est composée d'un rez-de-chaussée sur lequel repose un grand trencadís en marbre blanc où repose une plate-forme semi-circulaire de bois, de fer, céramique et du verre plombé qui soutient un grand vitrail semi-circulaire avec des décorations florales.

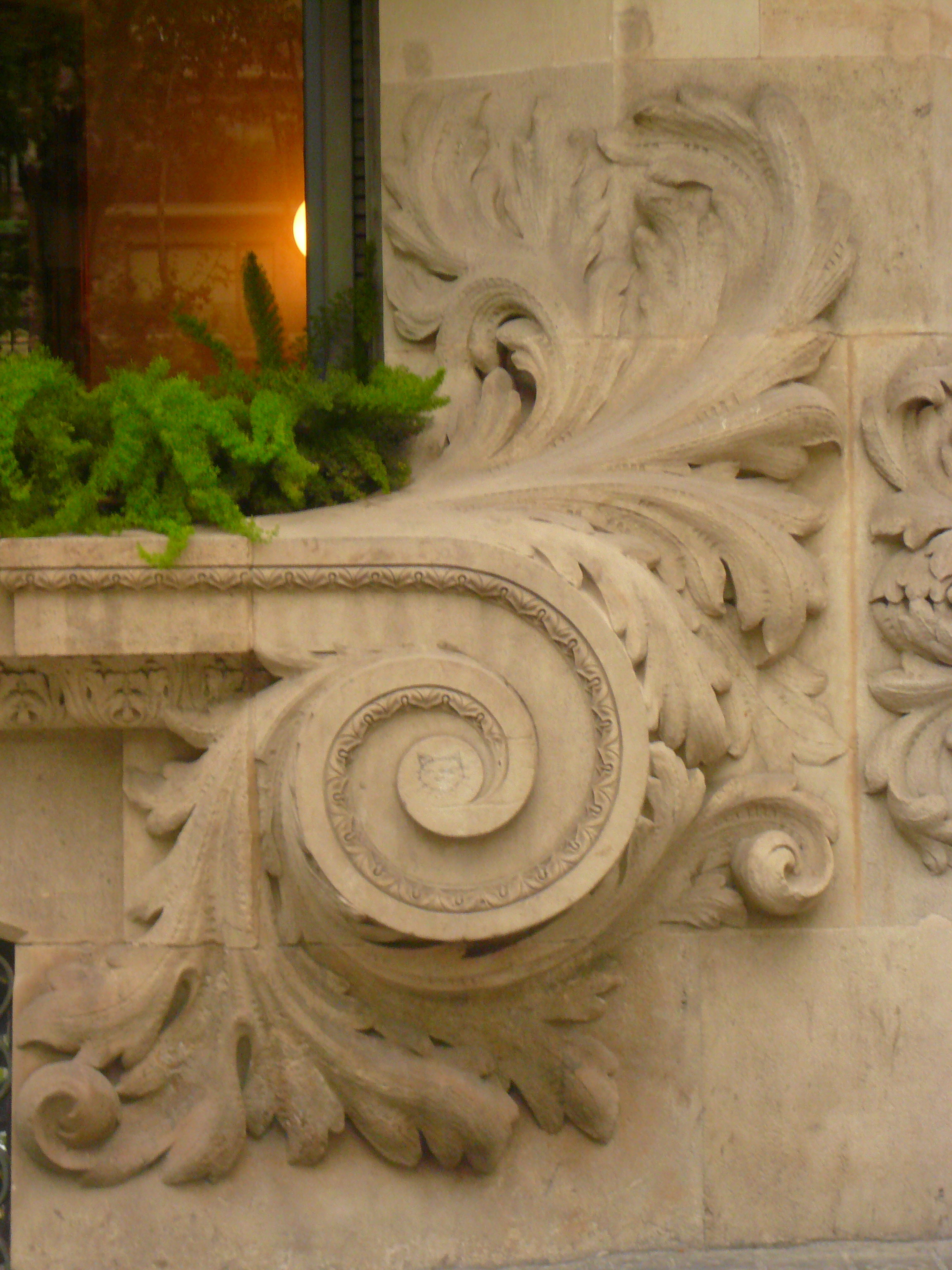
Détail ornementation extérieur
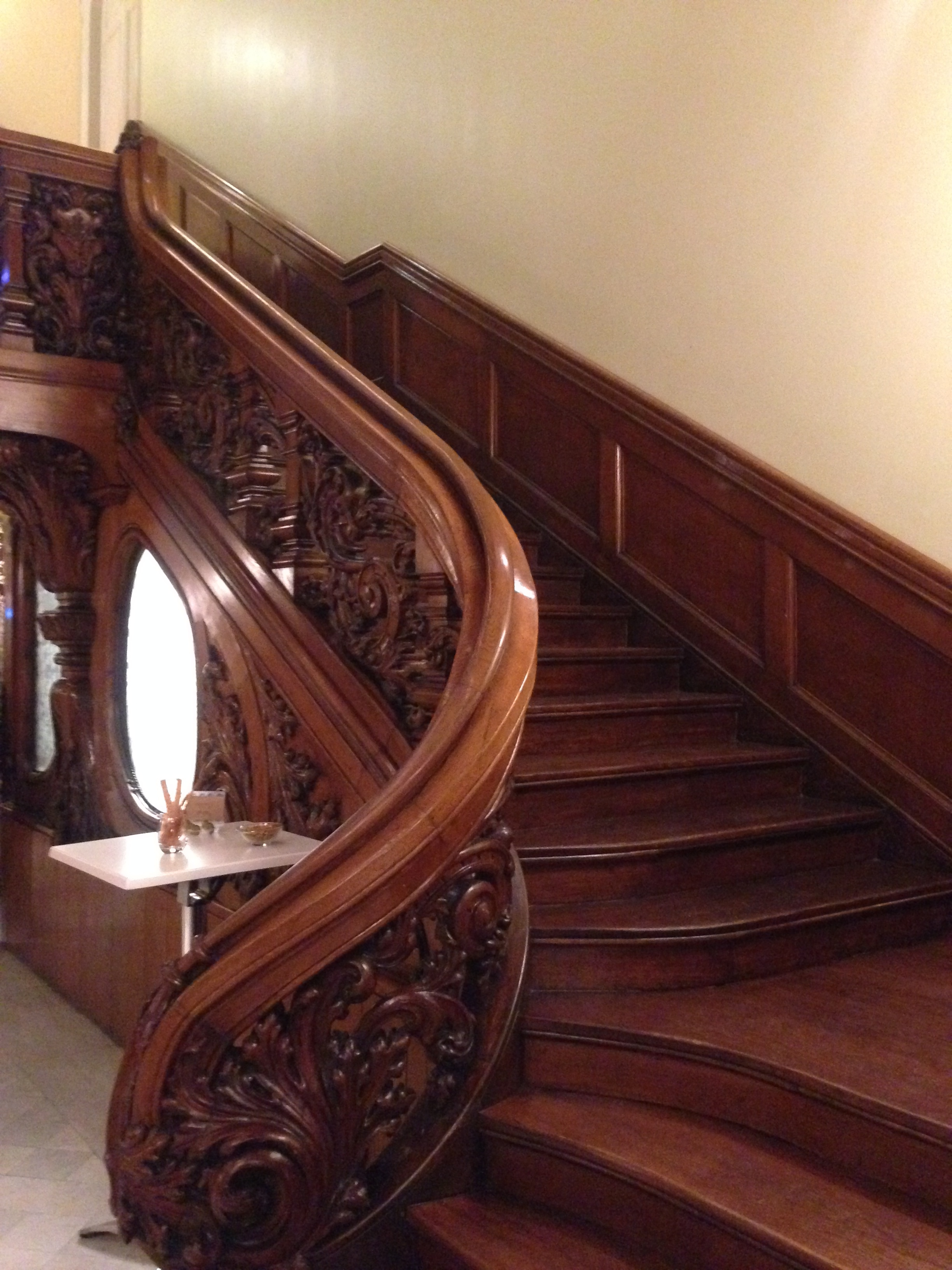
Escalier intérieur
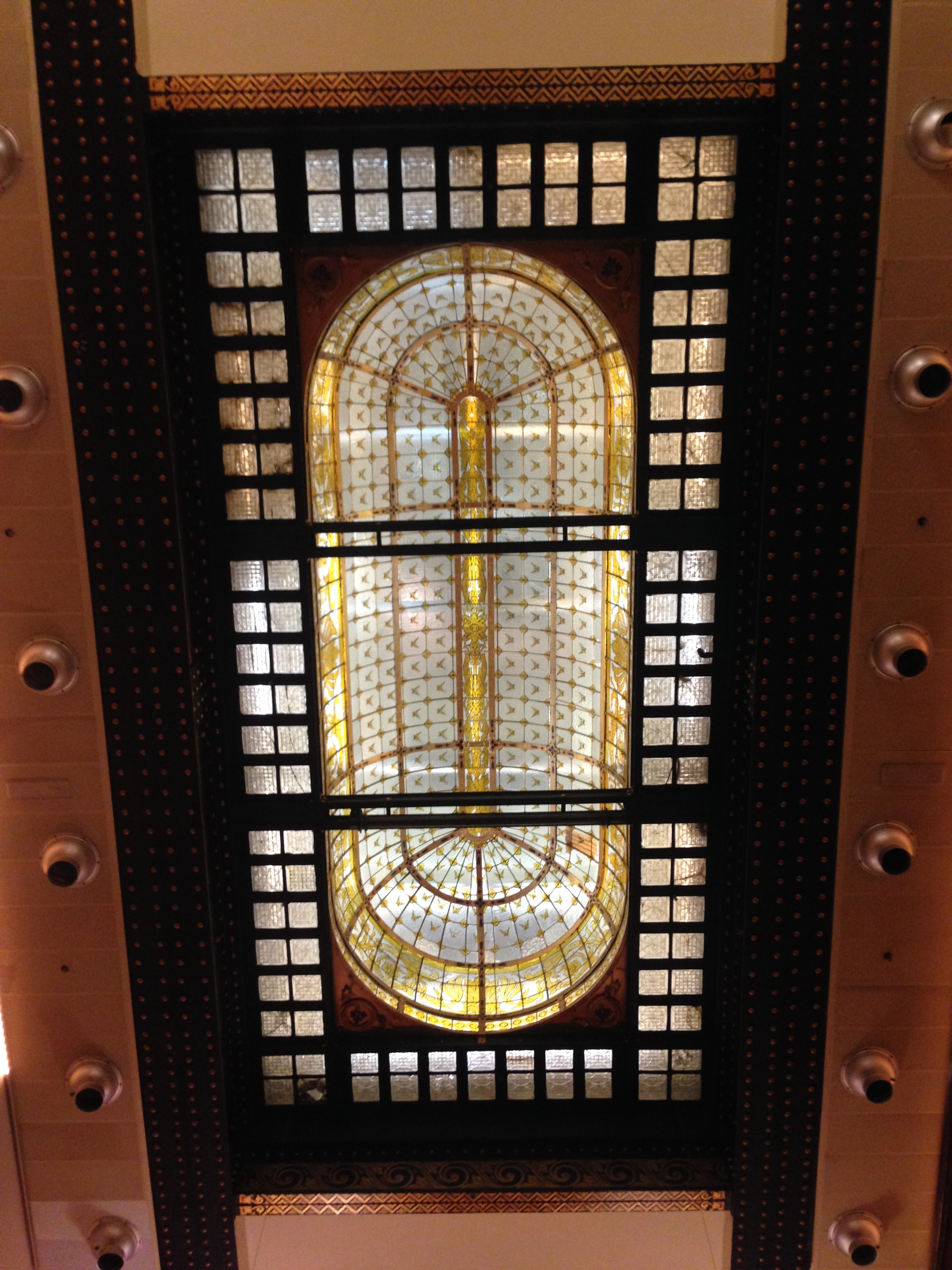
Éclairage intérieur
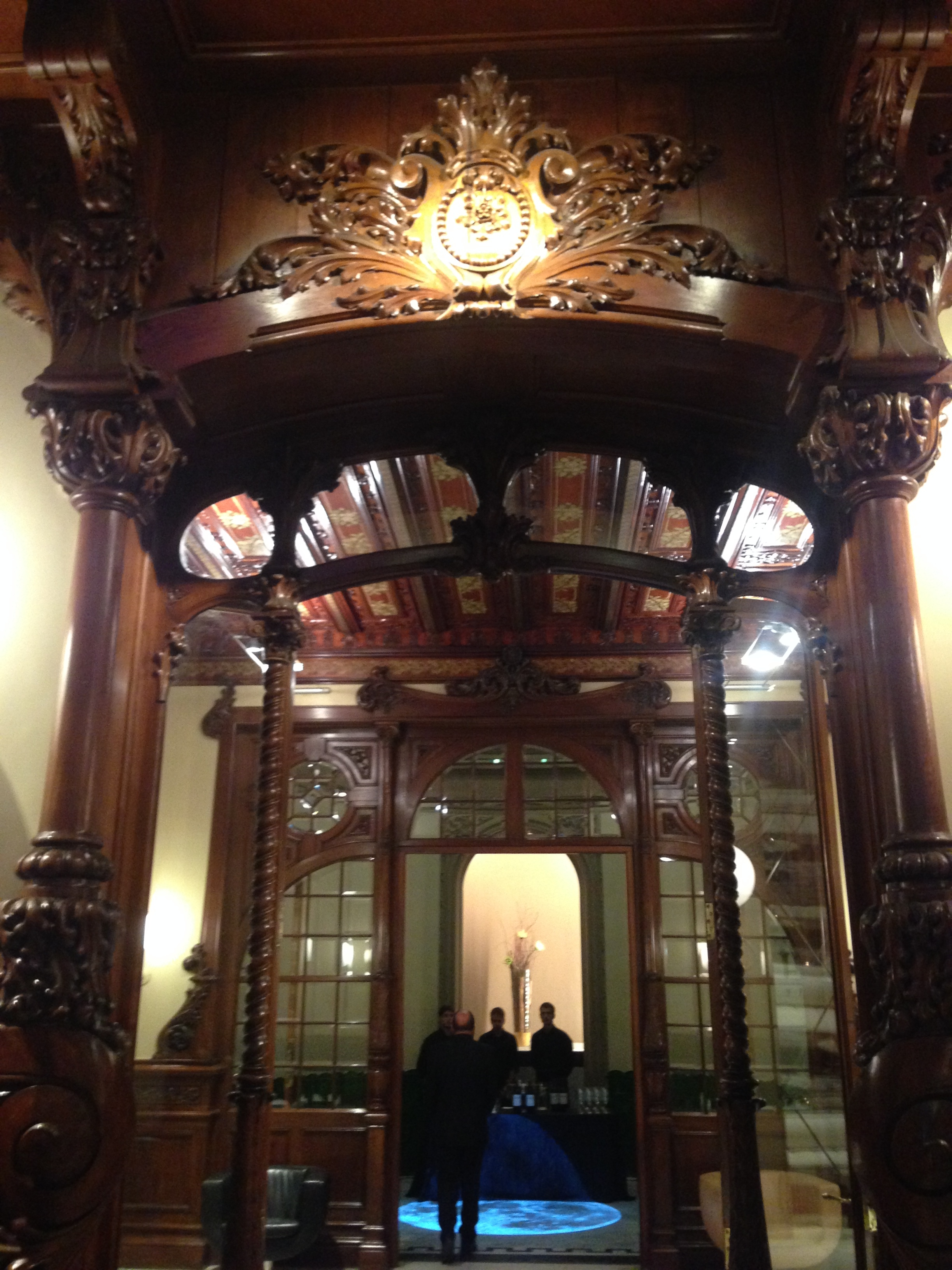
Porte intérieure